# Ici l'on pêche
Pour les articles homonymes, voir Pêche.
Pour plus de détails, voir Fiche technique et Distribution.
Ici l'on pêche est un film français réalisé par René Jayet, sorti en 1941. Il est l'adaptation au cinéma d'un conte de Nane Chollet.

## Synopsis
Un peintre fait élever sa fille par un couple d'aubergistes tenant un établissement au bord de l'eau qui a pour enseigne : Ici l'on pêche. Devenue grande, elle refuse de le rejoindre et lui préfère ses parents d'adoption.

## Fiche technique
- Titre : Ici l'on pêche
- Réalisation : René Jayet
- Scénario : Marc Blanquet, Robert Cardinne-Petit, Jacques Séverac, d'après une nouvelle[2] ou conte[1] de Nane Chollet.
- Photographie : Alphonse Lucas
- Montage : Madeleine Gug
- Décorateurs : Lucien Jaquelux
- Ingénieur du son : Jacques Hawadier
- Musique : Jean Tranchant
  - chansons[1] : (de Jean Tranchant ; chantées par lui) « Ici l'on pêche » - « Les jardins nous attendent » - « Parce-qu'il faisait beau! »
- Pays de production :  France
- Sociétés de production : Union Française de Production Cinématographique (UFPC)
- Format :  Noir et blanc - son mono
- Genre : Comédie - film musical
- Durée : 90 minutes
- Date de sortie : 
  - France : 17 décembre 1941

## Distribution
- Jane Sourza : Marie
- Jean Tranchant : Patrice
- Arthur Devère : Pierre
- Denise Bréal : Laure
- Pierre Tichadel : Le chef
- France Ellys
- Gustave Gallet
- Roger Goze
- François Lafon
- Léon Larive
- Charles Lemontier : Le pêcheur
- Dorothée Luss
- Lucienne Legrand